# Fredens Kirke (Herning)
 For alternative betydninger, se Fredens Kirke. (Se også artikler, som begynder med Fredens Kirke)
Fredens Kirke er en sognekirke mellem Sjællandsgade og Mindeparken i Herning. I kirken synger Fredens Kirkes Kor, mens Herning Kirkehøjskole også har tilknytning til kirken.

## Historie
I oktober 1944 blev det besluttet, at der skulle bygges en kirke. Der blev d. 4. maj 1945 afholdt møde om den nye kirke – Men mødet blev kort, da tyskerne kapitulerede. Det var dette der gav idéen til at kalde den nye kirke ”Fredens Kirke”, ligesom arealet øst for kirken blev indviet som mindepark for den glædelige dag.
Fredens Kirke er tegnet af Aksel Skov. Den blev indviet den 15. september 1963.

## Kirkebygningen
Høje røde murstensgavle præger den del af bygningen, der indeholder kirkerummet. De lave sidevægge og sidefløje er også lavet i mursten. Ved sydfløjen opførtes i 1977 endnu en lav sidebygning tegnet af Søren Jensen. I kirkerummet skifter murstensfarven til gul, opmuret mellem lange betonsøjler. Alteret er lavet i gule mursten og har en kraftig granitbordplade. Døbefonten er udhugget i granit, mens prædikestol, knæfald og stolerækker er opført i lys eg. Også præsteværelset og kontoret er indrettet i træ.

## Interiør

### Glasmosaikkerne
I kirkens altervæg er der ni mosaikruder, designet af billedkunstneren Knud Lollesgaard i 1975.
På de øverste ruder ses et kors – opstandelseskorset, der skal symbolisere Jesu sejr over døden.
Omkring korset ses ”stråler” der lyser ud over de resterende ruder.
Under dette kors ses blade og vinranker, der hænger godt sammen med kirkens lysekroner, der er udformet som vindrueklaser.
Dette hænger godt sammen med Johannesevangeliets kap. 15, hvor Jesus taler om sig selv som vintræet og om sine disciple, som grenene.

### Livets Træ
I tråd med altervæggens mosaikruder, blev Livets Træ i 1998 indviet, som erstatning for den tidligere altertavle.
Livets Træ er designet af billedkunstneren, Bettina Elle. Det er fremstillet i bronze og viser et grønt livstræ foran et gyldent kors.

### Prædikestol
Fredens Kirkes præstestol er udført i egetræ, og på dens sider er følgende inskription:
"Vidste også blot du på denne dag, hvad der tjener til din fred"
Dette kommer fra Lukasevangeliet kap.19 v.42.

### Døbefont
Kirkens solide døbefont er udhugget i granit. Ved kirkens indvielse i 1963, blev dåbsfadet og dåbskanden skænket af Herningsholmskolens søndagsskole.

### Orgel
Orglet, der var færdigbygget omkring 1970, er bygget af Marcussen & Søn. Det har 25 stemmer, fordelt på tre manualer og pedal.

## Galleri
- Kirkerummet.
- Orgel bygget af Marcussen & Søn.
- Glasmosaikker på altervæggen.
- Prædikestol udført i egetræ.
- Alter i mursten med bordflade af granit.
- Døbefont udført i granit.